# 藤原誠 (ラグビー選手)
藤原 誠（ふじわら まこと、1982年1月22日 - ）は、日本の元ラグビー選手。2015年現在、トップイーストリーグ1部に所属する釜石シーウェイブスRFCのアシスタントコーチ。

## プロフィール
- 岩手県紫波町出身。
- 現役時代のポジションは、ウィング(WTB)、スクラムハーフ(SH)、フルバック(FB)。

## 略歴
1997年、盛岡工業高校に入学。
2000年、盛岡工業高校卒業後、日本大学に入る。なお盛岡工業高校時代に花園へ2度出場している。
2004年、日本大学卒業後、釜石シーウェイブスに加入。9シーズンプレーした。
2013年、釜石シーウェイブスの総務に就任する。
2016年、釜石シーウェイブスのコーチを退任した。